# بحيرة غراند لارغي
 بحيرة غراند لارغي تقع في مقاطعة هينو بالقرب من مدينة مونس ضمن إقليم والونيا وتبلغ مساحتها 0.4 كم2